# 荻野正二
荻野 正二（おぎの まさじ、1970年1月8日 - ）は、日本の元男子バレーボール選手、元バレーボール全日本選手。

## 来歴
福井県遠敷郡上中町出身。中学時代は野球部に所属していたが、背が大きいことを理由に福井工業大学附属福井高等学校に推薦され、同校でバレーボールを始める。堀豊監督は「息の長い選手になって欲しい」などの考えから、荻野の守備力も鍛え上げた。
1988年、サントリーに入社。堅実なレシーブとトスも上げられる器用さを買われて全日本に抜擢され、1989年に代表デビュー。1992年バルセロナオリンピックに出場した。
その後もユーティリティ性を活かし、入団以来一貫して所属したサントリーサンバーズになくてはならない存在へと成長。日本リーグ／Vリーグ／プレミアリーグでは1994年度、1999年度、2000年度、2001年度、2002年度、2003年度、2006年度の7回の優勝に貢献した。
アテネオリンピック最終予選終了後に全日本男子監督に就任した植田辰哉の要請でキャプテンとして2005年に約7年ぶりの全日本復帰を果たすと、最年長選手としての豊富な経験もあり、チームの精神的支柱となった。
2007年、Vリーグ40回大会記念特別表彰においてVリーグ栄誉賞を受賞。
2008年北京オリンピック世界最終予選では、全日本男子がバルセロナオリンピック以来、4大会（16年）振りにオリンピック出場が決まるアルゼンチン戦マッチポイントの場面で、最後の勝利スパイクを決めた。
2009年11月、2009-10シーズンを最後に引退を表明、シーズン終了後に現役を引退した。
2010年4月、母校の金井学園の特別コーチに就任。5月の黒鷲旗大会ではサントリーのチームスタッフ、コーチとして出場した。
2011年、サントリーのヘッドコーチに就任しチームの指揮を執ることとなった。
2013年、パオロ・モンタニャーニがサントリーの監督に就任しチームの指揮を執ることとなり、それに伴い、自身はヘッドコーチとしてモンタニャーニの下で指導することとなった。
2014年4月、Vリーグの排球大使（アンバサダー）に任命される。
2015年9月よりJOCスポーツ指導者海外研修員派遣として1年間、ブラジルに派遣されることが発表された。
2016年10月、バレーボール全日本男子の次期監督3候補（公募でなく推薦形式）となり、南部正司と同様に日本協会の面接を受けたが、もう一人の候補中垣内祐一が選出された。
2017年、サントリーの監督に就任し、再びチームの指揮を執ることとなった。
2020年、サントリーの監督を退任し、チームのアンバサダーに就任した。
2021年5月29日、新型コロナウイルスの影響で1年延期された東京オリンピックの聖火リレーの福井県の1日目の第1走者として登場した。
2023年5月31日付でサントリーを退職し、6月に韓国のVリーグに所属する安山OK金融グループ・ウッメンの監督に就任した。サントリーサンバーズのアンバサダーとして活躍するさなか、指導者として再度チャレンジしたい気持ちが芽生え、OK金融グループからのオファーを受ける形となった。チームを優勝させアジアクラブ選手権でサンバーズと対戦することを目標に掲げた。チームのブロックとディフェンスを強化し、リーグ戦前に開催されるKOVOカップでチームを同大会初優勝に導いた。
2025年、チームが最下位に終わり監督を辞任。

## 球歴
- 全日本代表 - 1989-1993年、1995-1998年、2005-2008年
  - オリンピック - 1992年、2008年
  - 世界選手権 - 1990年、1998年、2006年
  - ワールドカップ - 1989年、1991年、1995年、2007年

## 受賞歴
- 1989年 - 第23回日本リーグ サーブ賞・レシーブ賞
- 1990年 - 第24回日本リーグ サーブ賞・レシーブ賞・ベスト6
- 1993年 - 第27回日本リーグ レシーブ賞
- 1996年 - 第3回Vリーグ レシーブ賞
- 2004年 - 第11回Vリーグ レシーブ賞
- 2005年 - 第12回Vリーグ レシーブ賞
- 2007年 - 06/07V・プレミアリーグ レシーブ賞・ベスト6

## 所属チーム

### 選手
- 福井工業大学附属福井高等学校
- サントリーサンバーズ（1988-2010年）

### 指導者
- サントリーサンバーズ
  - ヘッドコーチ（2010-2013年）
  - アドバイザー（2013-2017年）
  - 監督（2017-2021年）
  - アンバサダー（2021-2023年）
- 安山OK金融グループ・ウッメン 監督（2023-2025年）

## エピソード
全日本デビューの頃、松平康隆により「桃太郎」というニックネームが付けられた。